# Jūlija Levčenko
Jūlija Levčenko (* 14. Januar 1989) ist eine lettische Fußballspielerin.

## Karriere
Levčenko startete ihre Karriere in Liepāja für Metalurgs Liepāja.
Im Januar 2011 schloss sie sich gemeinsam mit ihrer Vereinskollegin Anna Propošina dem polnischen Ekstraliga team Pogoń Szczecin an.

### International
Levčenko gab ihr A-Länderspiel-Debüt am 3. März 2011 im Rahmen der Qualifikation zur  Frauenfußball-Europameisterschaft 2012 gegen die Luxemburgische Fußballnationalmannschaft der Frauen.